# Bothus mellissi
Bothus mellissi is een straalvinnige vissensoort uit de familie van botachtigen (Bothidae). De wetenschappelijke naam van de soort is voor het eerst geldig gepubliceerd in 1931 door Norman.
De soort is endemisch in de wateren rond het eiland Sint-Helena in de Atlantische Oceaan.